# Mbaïlaou Naïmbaye Lossimian
Mbaïlaou Naïmbaye Lossimian est un homme politique tchadien né vers 1938 à Tilo, près de Moundou (Logone Occidental) et mort le 5 août 2011 à N'Djaména. Il a été plusieurs fois ministre, notamment ministre de l'Agriculture (2008-2009) ainsi que ministre de la Justice (2009-2011). Candidat à l'élection présidentielle de 1996, il est le fondateur du parti Action pour la République, le Développement et la Démocratie (ARD). Longtemps opposant au président Idriss Déby, il finit par le soutenir lors de l'élection présidentielle de 2011.

## Biographie

### Jeunesse, études et familles
Né vers 1938 dans le village de Tilo, près de Moundou (Logone Occidental), Mbaïlaou Naïmbaye Lossimian est vétérinaire de formation. Il est le père de la ministre Ndolenodji Alixe Naïmbaye.

### Carrière politique
Mbaïlaou Naïmbaye Lossimian entreprend une carrière de haut fonctionnaire, et devient pour la première fois ministre en 1959, lors de la période dite de l'« autonomie interne ». En 1962, il intègre le Parti progressiste tchadien (PPT), puis le comité centrale de l'Union nationale pour l'indépendance et la révolution (UNIR) en 1988.
En 1996, il fait partie des 15 candidats à se présenter à l'élection présidentielle. Il s'y présente en tant qu'indépendant, alors que les autres candidats sont tous chefs de parti. Il reçoit néanmoins le soutien de partis issus de sa région natale, notamment celui du Rassemblement du peuple tchadien, mais perd la présidentielle face à Idriss Déby. 
Le 28 novembre 2000, il fonde son propre parti d'opposition, l'Action pour la République, la démocratie et le développement (ARD), d'inspiration libérale,.
En 2005, à la suite de la décision d'Idriss Déby, alors président depuis 15 ans, de modifier la Constitution pour se maintenir au pouvoir, Mbaïlaou Naïmbaye Lossimian intègre la Coordination des partis politiques pour la défense de la Constitution (CPDC) afin de lui faire barrage, sans succès. Dans le cadre de l'Accord du 13 août 2007 conclut entre l'opposition et le pouvoir, il accepte d'intégrer le Gouvernement d'union nationale d'Idriss Déby en 2008, devenant Ministre de l'Agriculture, puis Ministre de la Justice en 2009. Cette décision provoque cependant des critiques de la part de membres de la CPDC.
Lors de l'élection présidentielle de 2011, il tente de se présenter, mais sa candidature est invalidée par le Conseil constitutionnel. Il décide alors de soutenir la candidature du président sortant, Idriss Déby. À la suite de ce positionnement, lui et son parti, l'ARD, sont alors exclus de la CPDC pour « trahison » par 11 autres partis. 

### Décès et hommage
Mbaïlaou Naïmbaye Lossimian meurt le 5 août 2011 à l'hôpital général de référence nationale de N'Djaména à l'âge de 73 ans des suites d'un cancer. Il est inhumé dans son village natal de Tilo, après avoir reçu les honneurs officiels du président Idriss Déby,. Pour commémorer les 10 ans de son décès, une cérémonie a lieu le 7 août 2021 à la cathédrale du Sacré-Cœur de Moundou.
En 2022, son nom est donné à une avenue du quartier de Sabangali à N'Djaména, capitale du Tchad.